# 桜之町西
桜之町西（さくらのちょうにし）は、大阪府堺市堺区にある地名。2024年現在の行政地名は桜之町西一丁から桜之町西三丁。住居表示は実施済。

## 地理
堺区の北部に位置する。北は北旅籠町西、東は桜之町東、南は綾之町西、西は三宝町に接する。東から順に一丁から三丁がある。

### 河川
- 内川

## 歴史

### 沿革
- 1872年（明治5年）、中台屋町・中浜二丁目・西台屋町・金物屋町・海船町より桜之町西成立。堺町のうち。
- 1879年（明治12年）、郡区町村編成法施行により、堺区の所属となる。
- 1889年（明治22年）、市制施行により、堺市の所属となる。
- 1969年（昭和44年）、桜之町の一部を編入[6]。
- 2006年（平成18年）、堺市が政令指定都市に移行し、行政区を設置。桜之町西は堺区の所属となる。

## 世帯数と人口
2024年（令和6年）5月31日現在の世帯数と人口は以下の通りである。
| 丁           | 世帯数  | 人口  |
| ------------ | ------- | ----- |
| 桜之町西一丁 | 100世帯 | 223人 |
| 桜之町西二丁 | 76世帯  | 150人 |
| 桜之町西三丁 | 126世帯 | 215人 |
| 計           | 302世帯 | 588人 |

### 人口の変遷
国勢調査による人口の推移。
| 1995年（平成7年）  | 653人 | [ 7 ]  |  |
| 2000年（平成12年） | 645人 | [ 8 ]  |  |
| 2005年（平成17年） | 619人 | [ 9 ]  |  |
| 2010年（平成22年） | 606人 | [ 10 ] |  |
| 2015年（平成27年） | 592人 | [ 11 ] |  |
| 2020年（令和2年）  | 577人 | [ 12 ] |  |

### 世帯数の変遷
国勢調査による世帯数の推移。
| 1995年（平成7年）  | 247世帯 | [ 7 ]  |  |
| 2000年（平成12年） | 260世帯 | [ 8 ]  |  |
| 2005年（平成17年） | 237世帯 | [ 9 ]  |  |
| 2010年（平成22年） | 241世帯 | [ 10 ] |  |
| 2015年（平成27年） | 246世帯 | [ 11 ] |  |
| 2020年（令和2年）  | 254世帯 | [ 12 ] |  |

## 学区
市立小・中学校に通う場合、学区は以下の通りとなる。
| 丁           | 番   | 小学校           | 中学校           |
| ------------ | ---- | ---------------- | ---------------- |
| 桜之町西一丁 | 全域 | 堺市立錦西小学校 | 堺市立月州中学校 |
| 桜之町西二丁 | 全域 | 堺市立錦西小学校 | 堺市立月州中学校 |
| 桜之町西三丁 | 全域 | 堺市立錦西小学校 | 堺市立月州中学校 |

## 事業所
2021年（令和3年）現在の経済センサス調査による事業所数と従業員数は以下の通りである。
| 丁           | 事業所数 | 従業員数 |
| ------------ | -------- | -------- |
| 桜之町西一丁 | 9事業所  | 29人     |
| 桜之町西二丁 | 3事業所  | 27人     |
| 桜之町西三丁 | 7事業所  | 19人     |
| 計           | 19事業所 | 75人     |

## 交通

### 道路
- 大道筋（堺市道並松綾之西1号線）

## 史跡
- 旧十八屋（櫻館）主屋  - 国登録文化財
- 海船政所跡

## 郵便
- 郵便番号：590-0927[3]（集配局：堺郵便局[15]）。